# Mumpf
Mumpf (hasta 1803 Niedermumpf) es una comuna suiza situada en el distrito de Rheinfelden, en el cantón de Argovia. Tiene una población estimada, a fines de 2023, de 1549 habitantes.